# Liam de Young
Liam de Young, né le 10 décembre 1981 à Brisbane, est un joueur australien de hockey sur gazon.

## Palmarès
- Médaille d'or aux Jeux olympiques d'Athènes en 2004
- Médaille de bronze aux Jeux olympiques de Pékin en 2008
- Médaille de bronze aux Jeux olympiques de Londres en 2012[1]